# Сатфин-бульвар — Арчер-авеню — Аэропорт имени Джона Кеннеди (Нью-Йоркское метро)
| Верхний ярус |
| E · E        |
| E            |
|              |
|              |
| E            |

| E |
|   |
|   |
| E |

| Нижний ярус   |
| J · Z · J · Z |
| J · Z         |
|               |
|               |
| J · Z         |

| J · Z |
|       |
|       |
| J · Z |

| Верхний ярус |
| E · E        |
| E            |
|              |
|              |
| E            |

| E |
|   |
|   |
| E |

| Нижний ярус   |
| J · Z · J · Z |
| J · Z         |
|               |
|               |
| J · Z         |

| J · Z |
|       |
|       |
| J · Z |

«Сатфин-бульвар — Арчер-авеню — Аэропорт имени Джона Кеннеди» (англ. Sutphin Boulevard–Archer Avenue–JFK Airport) — станция Нью-Йоркского метрополитена, расположенная на линиях Арчер-авеню, Ай-эн-ди, и Арчер-авеню, Би-эм-ти. Находится в Куинсе, в округе Джамейка, на пересечении Сатфин-бульвара и Арчер-авеню. Станция двухуровневая, подземная. Верхний и нижний уровни идентичны — одна островная платформы и два пути. На станции останавливаются маршруты: E (круглосуточно), J (круглосуточно) и Z (в часы пик в пиковом направлении). Через верхний уровень станции проходят поезда маршрута E, а через нижний — маршрутов J и Z. Стены станции отделаны плиткой серого цвета, имеются мозаики с названием станции.
Станция является важным пересадочным узлом между пригородной железной дорогой LIRR, аэроэкспрессом AirTrain JFK и автобусами Куинса. Причем станция LIRR Джамейка является узловой между десятью своими линиями, следовательно является одним из самых важных пересадочных узлов не только с метро и AirTrain JFK, но и непосредственно внутри LIRR. До открытия терминала аэроэкспресса AirTrain JFK станция называлась Сатфин-бульвар. После открытия к названию станции метро была добавлена приставка JFK Airport.